# Gary Neiwand
Gary Neiwand, född den 4 september 1966 i Melbourne, Australien, är en australisk tävlingscyklist som bland annat tog OS-silver i keirinloppet vid olympiska sommarspelen 2000 i Sydney. Han har totalt fyra olympiska medaljer varav tre individuella. 